# Park Hee-Kang
Park Hee-Kang (26 de agosto de 1977) es un deportista surcoreano que compitió en taekwondo. Ganó una medalla de oro en los Juegos Asiáticos de 1998 en la categoría de –50 kg.

## Palmarés internacional
| Juegos Asiáticos | Juegos Asiáticos    | Juegos Asiáticos | Juegos Asiáticos |
| Año              | Lugar               | Medalla          | Categoría        |
| ---------------- | ------------------- | ---------------- | ---------------- |
| 1998             | Bangkok (Tailandia) | Medalla de oro   | –50 kg           |